# Šahovska olimpijada 1939.
8. Šahovska olimpijada održana je 1939. u Argentini. Grad domaćin bio je Buenos Aires.

## Mjesto održavanja
Dvoboji su se odigrali u Kazalištu Politeami (Teatro Politeama) u Buenos Airesu.

## Natjecanje
Natjecanje je održano kao šahovski turnir po kružnom sustavu. Igralo se u dvjema skupinama.

## Poredak osvajača odličja
| Mjesto | Država   | Bodova | Igrači                                                                                        |
| ------ | -------- | ------ | --------------------------------------------------------------------------------------------- |
| 1.     | Njemačka | 36,0   | Erich Eliskases, Paul Michel, Ludwig Engels, Albert Becker, Heinrich Reinhardt                |
| 2.     | Poljska  | 35,5   | Savielly Tartakower, Mieczysław Najdorf, Paulin Frydman, Teodor Regedziński, Franciszek Sulik |
| 3.     | Estonija | 33,5   | Paul Keres, Ilmar Raud, Paul Felix Schmidt, Gunnar Friedemann, Johannes Türn                  |

## Vanjske poveznice
- (nje.) Frank Große: Die Geschichte der Schacholympiade. Teil 3: Vor dem Zweiten Weltkrieg (1931–1939), Chessbase.com
- (eng.) Olimpbase, informacije o 8. Šahovskoj olimpijadi